# 2005년 삼성 라이온즈 시즌
2005년 삼성 라이온즈 시즌은 삼성 라이온즈가 KBO 리그에 참가한 24번째 시즌이다. 선동열 감독이 부임한 첫 시즌으로, 진갑용이 주장을 맡았다. 팀은 정규 시즌 1위에 오른 데 이어 한국시리즈에서 두산 베어스를 4승 무패로 꺾어 설욕 후 3년 만에 3번째 우승을 차지했다. 시즌 후 치러진 아시아 시리즈에서는 지바 롯데 마린스에게 패배하여 준우승을 기록했다.

## 타이틀
- 대한민국 체육훈장 기린장: 김응용
- 야구 월드컵 은메달: 조영훈
- KBO 골든글러브: 진갑용 (포수)
- KBO 신인상: 오승환
- KBO 골든포토상: 진갑용
- 일구대상: 김응용
- 일구상 신인상: 오승환
- 일구상 프런트상: 김재하
- 제일화재 프로야구대상 신인상: 오승환
- 제일화재 프로야구대상 야구발전상: 김응용
- 한국시리즈 MVP: 오승환
- 한국갤럽 선정 가장 좋아하는 야구 구단: 삼성 라이온즈
- 마이데일리 선정 역대 FA 몸값 총액 포지션 베스트: 박진만 (유격수), 심정수 (외야수 1위)
- KBS 스페셜 백년드림팀: 이승엽 (1루수), 김성래 (2루수), 장효조 (외야수)
- 올스타 선발: 박종호 (2루수), 심정수 (외야수), 양준혁 (지명타자)
- 올스타전 추천선수: 배영수, 오승환
- KBO 올드스타: 김응용 (감독), 한대화 (3루수)
- 포지션별 최고연봉 드림팀: 임창용 (마무리투수), 박종호 (2루수), 박진만 (유격수), 김한수 (3루수), 심정수 (외야수 1위)
- 컴투스프로야구 삼성 라이온즈 베스트 라인업: 오승환 (마무리투수)
- 컴투스프로야구 내일은 신인왕 라인업: 오승환 (중계투수)
- 컴투스프로야구 가을의 전설 라인업: 오승환 (중계투수), 김재걸 (유격수)
- 컴투스프로야구 주요 FA 라인업: 박진만 (유격수)
- 타석: 박한이 (551)
- 실질타석: 박한이 (537)
- 볼넷: 심정수 (89)
- 투수 WAR: 오승환 (5.77)
- 탈삼진: 배영수 (147)
- 승률: 오승환 (0.909)
- BB/K: 양준혁 (1.41)
- 구원승: 오승환 (10)
- 선발 GSC: 배영수 (4월 8일 현대전, 87)

### 퓨처스리그
- 남부리그 안타: 곽용섭, 최형우 (73)
- 2루타: 곽용섭 (22)
- 남부리그 타점: 곽용섭 (48)
- 완투: 라형진 (2)
- 이닝: 라형진 (118.1)
- 상대한 타자 수: 강유삼 (531)

## 선수단
- 선발투수: 배영수, 하리칼라, 전병호, 바르가스, 해크먼
- 구원투수: 안지만, 박석진, 강영식, 오상민, 지승민, 박성훈, 임창용
- 마무리투수: 오승환, 권오준, 임동규, 라형진, 김진웅, 김덕윤
- 포수: 진갑용, 김영복, 손승현, 이정식
- 1루수: 김한수, 양준혁, 곽용섭, 박석민
- 2루수: 박종호, 강명구
- 유격수: 박진만, 김재걸
- 3루수: 조동찬, 손주인
- 좌익수: 심정수, 김대익, 김종훈, 조영훈, 허연철, 신동주
- 중견수: 박한이
- 우익수: 강동우, 이태호
- 지명타자: 박정환

## 특이 사항
- 이 시즌부터 스프링캠프를 오키나와에 있는 온나손 아카마 볼파크에서 진행하고 있다.
- 오승환은 KBO 사상 최초로 단일 시즌 10승-10홀드-10세이브를 동시에 달성했다.
- 이 시즌은 KBO 리그 사상 12번째로 규정 타석을 채운 야수 전원이 WAR 양수를 기록한 시즌이다. 그 중 가장 WAR이 낮았던 강동우는 WAR 0.99를 기록했다.
- 이 시즌은 KBO 리그 사상 11번째로 규정 이닝 충족 투수 전원이 양수 WAR을 기록한 시즌이다. 이 중 가장 WAR이 낮았던 바르가스는 WAR 0.74를 기록했다.